# Tisea
Tisea is een geslacht van kreeftachtigen uit de klasse van de Malacostraca (hogere kreeftachtigen).

## Soort
- Tisea grandis Forest & Morgan, 1991